# داریو برگاملی
داریو برگاملی (انگلیسی: Dario Bergamelli؛ زادهٔ ۲۶ آوریل ۱۹۸۷) بازیکن فوتبال اهل ایتالیا است.
از باشگاه‌هایی که در آن بازی کرده‌است می‌توان به باشگاه فوتبال رجینا، باشگاه فوتبال هلاس ورونا، باشگاه فوتبال کرمونزه، باشگاه فوتبال سالرنیتانا، باشگاه فوتبال کاتانیا، باشگاه فوتبال مونتسا، باشگاه فوتبال آتالانتا، باشگاه فوتبال نووارا، و باشگاه فوتبال پرو ورچلی اشاره کرد.